# Noble Automotive

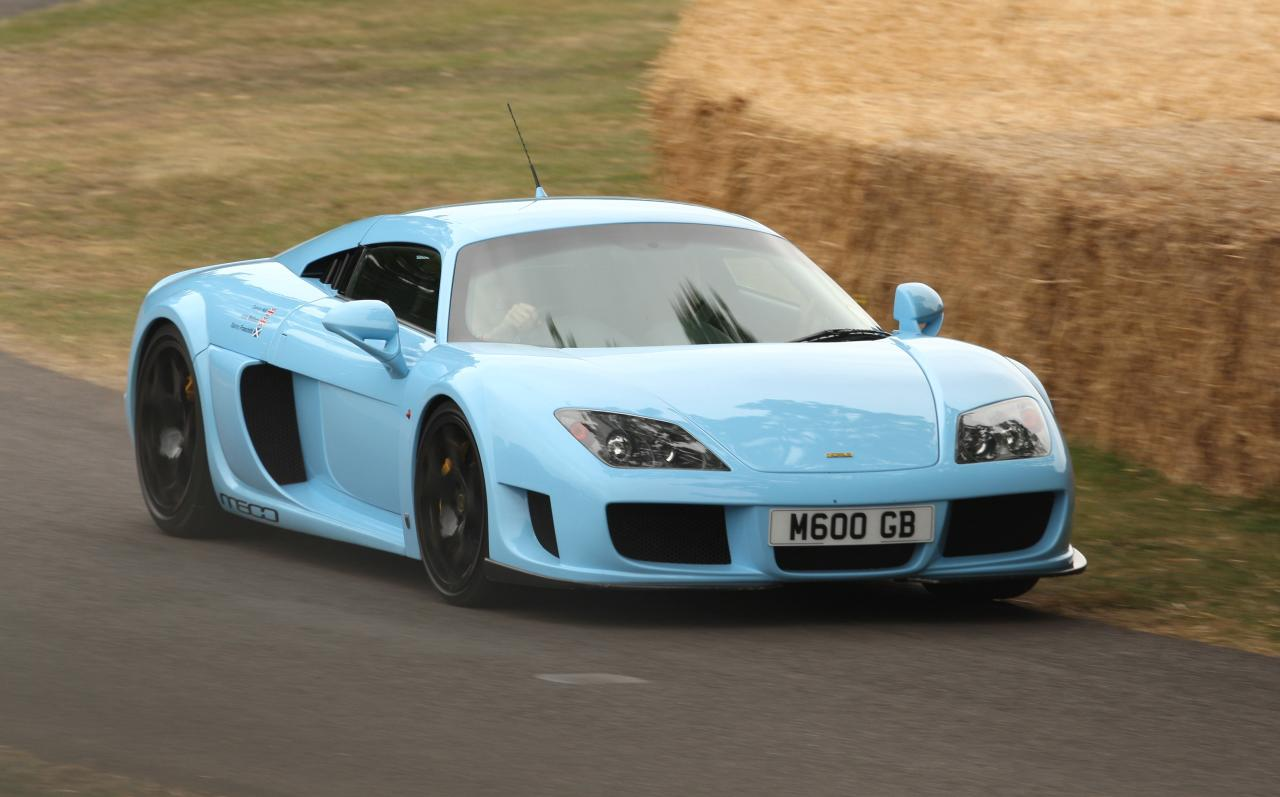
Noble M600

Noble (Noble Automotive Ltd.) — Британская автомобилестроительная компания, производящая спортивные автомобили.

## История
Компания была основана в 1999 году Ли Ноублом в Лидсе, Уэст-Йоркшир, для производства высокоскоростных спортивных автомобилей с задним центральным расположением двигателя. Ли Ноубл оставался главным дизайнером и руководителем Noble с начала деятельности фирмы. В августе 2006 года он продал компанию. В августе 2009 года стало известно о создании им новой автомобилестроительной компании под названием Fenix Automotive.
Основной моделью Noble является спорткар Noble M600. Ранее производились модели Noble M10, Noble M12 и Noble M400. У Noble M12 и M400 одинаковые кузов и шасси, но различные двигатели, подвески и т. д. Кузова и шасси изготавливаются для Noble в Порт-Элизабет (ЮАР), компанией Hi-Tech Automotive. После завершения процесса изготовления готовые кузов и шасси отправляются на фабрику Noble, где заканчивается сборка автомобиля.
В 2009 году Noble представила свою новую модель M600. Двигатель V8 объёмом 4.4 литра с турбонаддувом, легкий корпус из углеродного волокна обеспечивают автомобилю скорость 362 км/ч и позволяет по некоторым параметрам конкурировать с суперкарами таких производителей, как Ferrari и Porsche. Модель Noble M600 поступила в продажу в середине 2010 года по цене от 200 000 фунтов.
Noble M600 была протестирована в 5 эпизоде 14 сезона телепередачи Top Gear. Ведущий Джереми Кларксон пожаловался на небольшое количество дополнительных функций в автомобиле, но вместе с этим был поражен мощью и ускорением. На тестовом треке Top Gear Noble M600 со Стигом за рулем показал время 1:17.7, следом за Gumpert Apollo, Ascari A10 и Koenigsegg CCX.
В 2012 году компания оказалась на грани банкротства. По словам директора компании, по состоянию на 2015 год было произведено только 15 купе Noble M600. Производство модели прекратилось в 2018 году.
В январе 2022 года компания представила новую модель спортивного купе Noble M500. В основе конструкции — трубчатая стальная рама, подвеска на двойных поперечных рычагах и среднемоторная компоновка. Кузовные панели на собранном прототипе выполнены из армированного композита, а на серийных экземплярах планируется использовать углепластик. Двигатель — бензиновый 3,5-литровый V6 с двойным турбонаддувом от Ford, такой же устанавливается на Ford GT (2016). Привод только на задние колёса через шестиступенчатую механическую КПП Graziano. Предполагаемая стоимость — £150000. Компания намерена собирать около пятидесяти экземпляров M500 в год.

## Галерея

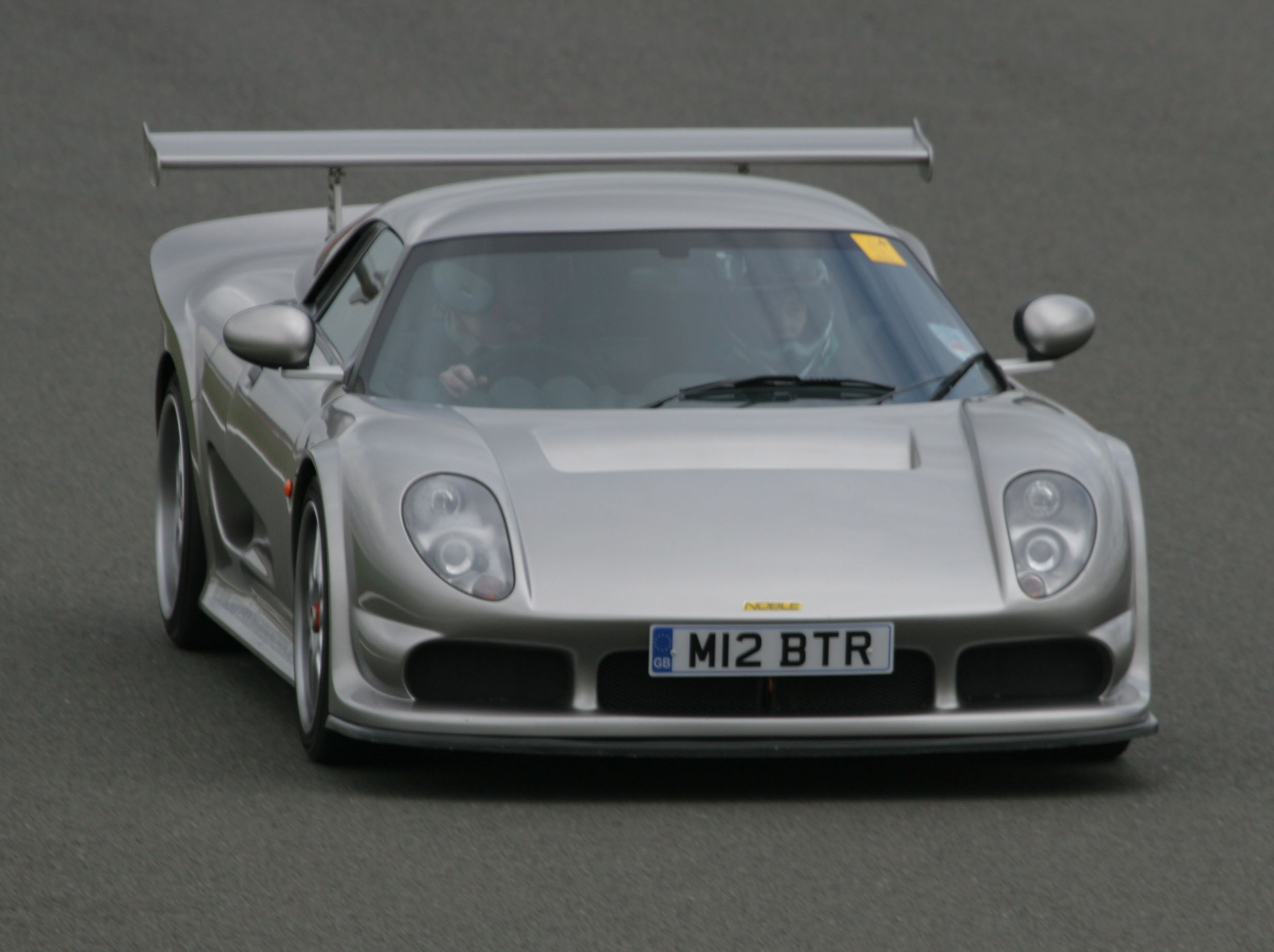
Noble M12
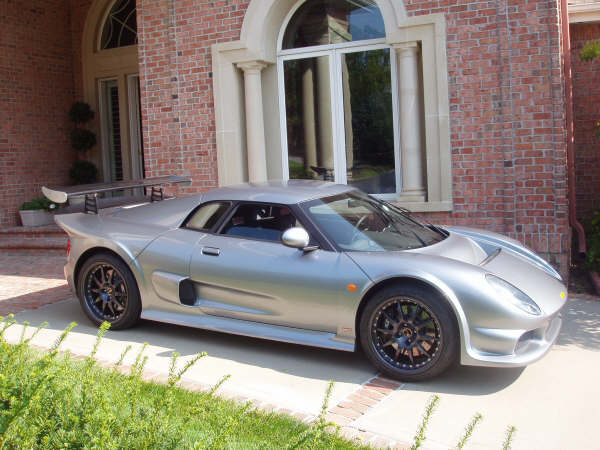
Noble M400
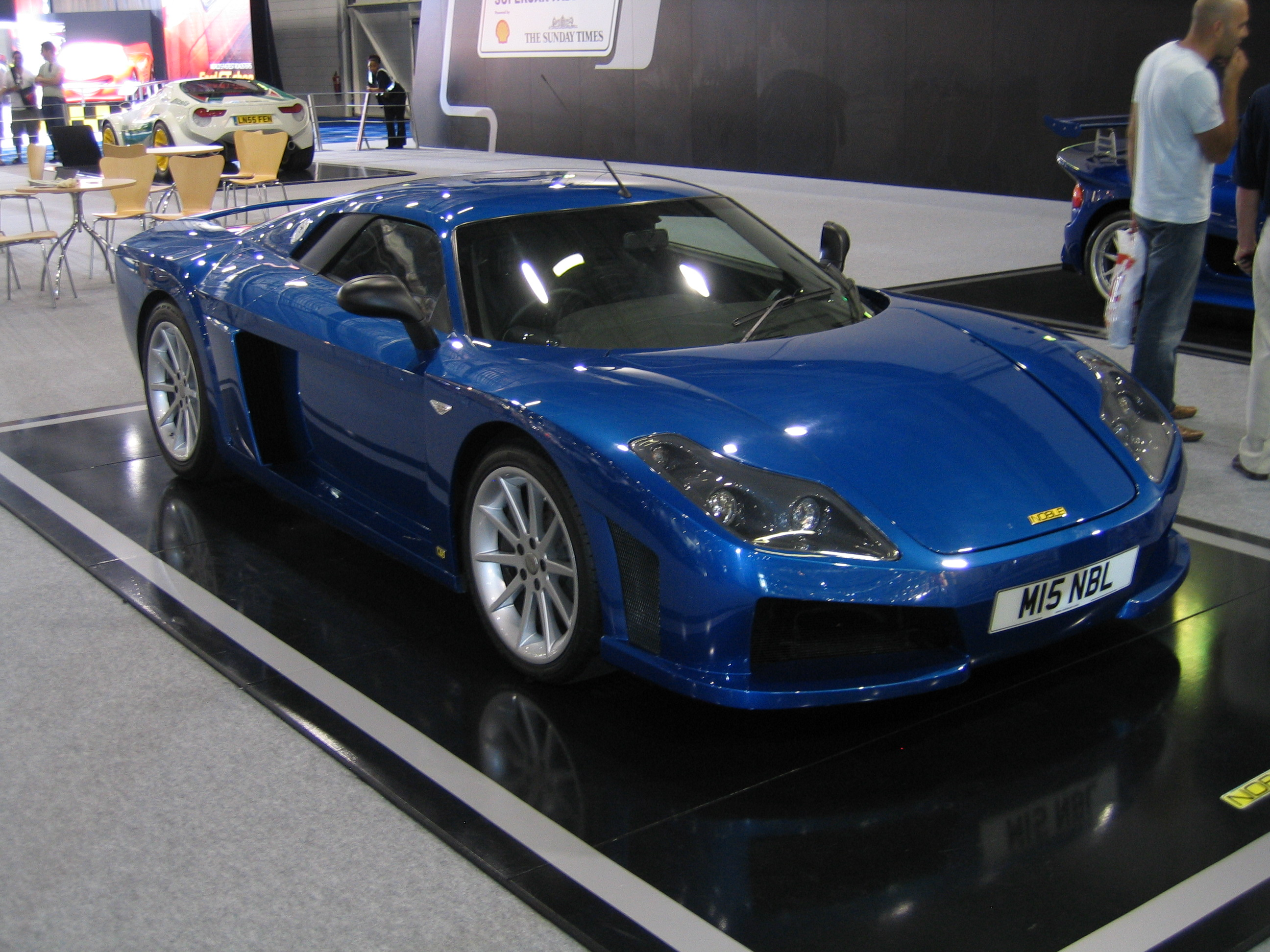
Noble M15